# IC 66
IC 66 је спирална галаксија у сазвјежђу Рибе која се налази на листи објеката дубоког неба у Индекс каталогу.
Деклинација објекта је + 30° 47' 48" а ректасцензија 1h 0m 32,4s. Привидна величина (магнитуда) објекта IC 66 износи 14,0 а фотографска магнитуда 14,9. Налази се на удаљености од 78,980 милиона парсека од Сунца. IC 66 је још познат и под ознакама UGC 623, MCG 5-3-33, CGCG 501-59, PGC 3606.